# Objet 775
L'Objet 775 est un prototype de char lance-missiles soviétique conçu au début des années 1960. Cet engin à la silhouette très ramassée reprenait une version modifiée du châssis du char T-64 sur lequel était montée une tourelle biplace accueillant les deux uniques membres d'équipage.

## Développement et abandon du projet
La construction du premier prototype de l'Objet 775 fut achevée en juin 1966 tandis que le deuxième fut fabriqué en décembre de la même année.
Les essais réalisés par l'usine de tracteurs de Tcheliabinsk entre 1966 et 1968 démontèrent que l'Objet 775 était un engin exigu pour ses deux membres d'équipage et peu ergonomique, de plus, la vision périphérique aux abords du char était médiocre.
Le système de radio-guidage du missile Rubin s'est avéré comme être peu fiable en plus d'être encombrant.
En 1968, un des deux prototypes fut renommé Objet 775T (T pour Turbomoteur) à la suite du remplacement de son moteur Diesel à pistons opposés 5TDFM par un turbomoteur Klimov GTD-700. D'une puissance de 700 ch, cette turbine avait la particularité de posséder un échangeur de chaleur afin de réduire sa consommation spécifique de carburant à 280 g/kWh. Les essais sont arrêtés en 1969.

## Caractéristiques techniques

### Armement
L'Objet 775 est armé d'un canon rayé D-126 de 125 mm possédant une longueur de 32 calibres (4 m). Le canon possède un débattement en site de -5,3° à 18° et est stabilisé en site et en gisement par le système de stabilisation 2E16.
Le canon lance-roquettes D-126 a la particularité de ne pas posséder de frein de tir ou de récupérateur puisque sa masse oscillante ne recule pas lors du tir. Cette caractéristique a permis de réduire la hauteur de la tourelle.
Le système de chargement automatique comprend un barillet d'une contenance de sept missiles ou roquettes installé entre les sièges du tireur et du chef de char/pilote, il permet le tir de 4 à 5 missiles par minute ou de 8 à 10 roquettes par minute. Après chaque tir, le culot de la munition de 125 mm est éjecté par une trappe aménagée à l'arrière de la tourelle.
L'Objet 775 embarque un total de quinze missiles Rubin et dix-huit roquettes Boer. Les munitions qui ne sont pas prêtes au tir dans le barillet sont logées dans un convoyeur motorisé installé à l'avant de la caisse, en-dessous d'un réservoir de carburant situé sous la plaque de blindage du glacis. Le convoyeur est formé d'un ensemble d'alvéoles, chaque alvéole peut contenir un missile ou deux roquettes.
Une mitrailleuse coaxiale SGMT de 7,62 mm complète l'armement principal, elle est montée à droite du canon de 125 mm et est approvisionnée à raison de 2 000 cartouches.

#### Munitions
Le canon D-126 de 125 mm tirait deux types de munitions :
- Rubin : un missile guidé antichar tiré par canon, sa portée minimale est de 350 m et sa portée maximale, de jour est de 3 000 m à 4 000 m. Sa vitesse initiale est de 80 m/s pour passer ensuite à une vitesse de croisière de 500 m/s à 550 m/s. Son ogive à charge creuse de 2,7 kg est capable de perforer, sous 60° d'incidence, une plaque d'acier à blindage de 250 mm. Le missile Rubin pèse 28,5 kg pour une longueur de 150,5 cm.
- Boer : une roquette antipersonnelle contenant une charge explosive à fragmentation. La roquette Boer possède une portée maximale de 9 000 m et 75 cm de long, soit la moitié de la longueur du missile Rubin.

### Moyens d'observation et conduite de tir
- Le chef de char/pilote prend place à droite dans la tourelle, son siège et son tourelleau sont montés sur roulements à billes, ils pivotent ensemble de manière contrarotative au sens de rotation de la tourelle, de façon à rester alignés avec le sens de marche du char. Son tourelleau contra-rotatif possède cinq épiscopes. La conduite du char s'effectue à l'aide d'un guidon avec poignées de frein et des gaz, rappelant celui d'une moto.

- Le tireur prend place à gauche dans la tourelle, il possède trois épiscopes de vision périphérique. Le tir de jour s'effectue à l'aide d'un viseur périscopique offrant des grossissements de × 5 et × 10. Le tir de nuit s'effectue à l'aide d'un viseur périscopique à amplification de lumière résiduelle possédant des grossissements de × 3 et × 8. Un phare infrarouge de type Luna peut être monté à droite du canon afin d'augmenter la portée visuelle du viseur à 1 000 m.

### Protection
La caisse de l'Objet 775 est formée d'un assemblage de tôles d'acier à blindage soudées entre elles. 
Le glacis présente une incidence importante de 75° et est conçu pour résister à des impacts d'obus-flèches 3BM3 tirés par le canon lisse de 115 mm U-5TS Molot armant le char T-62 ainsi qu'à des missiles radioguidés 9M17 Falanga.
Le blindage du glacis est constitué d'une plaque externe en acier haute dureté de 90 mm d'épaisseur et d'une plaque de support interne en acier d'une épaisseur de 30 mm. Un panneau de plastique renforcé de fibres de 70 mm est intercalé entre les deux plaques d'acier. 
L'avant de la caisse, en-dessous de la pointe avant du glacis, comprend également un panneau de plastique renforcé de fibres (105 mm) intercalé entre une plaques d'acier externe (100 mm) et interne (16 mm).
La tourelle, en acier moulé, présente une épaisseur maximale de 630 mm. Elle renferme deux cavités situées de part et d'autre du canon 125 mm, ces cavités sont remplies d'aluminium et présentent une épaisseur maximale de 310 mm.
L'intérieur du compartiment de combat était tapissé d'un revêtement anti-radiation à base de polyéthylène.